# 길창덕
길창덕(吉昌悳, 1930년 1월 10일 ~ 2010년 1월 30일)은 대한민국의 만화가이다. 대표적인 1세대 만화가로, 단순한 그림체와 유쾌한 내용으로 명랑만화의 대부라 불리기도 한다.

## 생애
평안북도 선천군에서 태어나 정주(定州)의 조일(朝日)학교를 졸업하였고, 1950년 1 · 4후퇴 때에 월남하였다.
1955년에 서울신문에 『머지않은 장래의 남녀상』으로 데뷔하였으며, 1960년대 중반 이후로 어린이를 대상으로 한 만화를 그리기 시작하였다. 《재동이》, 《순악질 여사》, 《꺼벙이》가 가장 유명하다.
1980년에 이화여대에서 5백 명의 초등학생을 대상으로 한 설문조사에서는 어린이들이 가장 선호하는 만화가로 발표되었다. 어린이들에게 웃음과 감동을 준 공로로 1981년 색동회상을 수상하는 등 여러 상을 수상하였으며, 1983년부터 한국방송공사에서 방영된 사랑방 중계에 수년간 고정출연하기도 했다.
1997년에 폐암 판정으로 현대정공(현 현대모비스, 현대로템) 사보의 《미스터 현정》을 끝으로 집필을 중단하였고, 2004년에는 부천만화정보센터 주최로 「길창덕 만화세계 50년, 꺼벙이전(展)」이 열렸다.
2001년 그의 만화 캐릭터 ‘꺼벙이’가 우표로 발행되었다. 2004년 부천만화정보센터 주최로 ‘길창덕의 만화세계 50년 꺼벙이 전’이 열리기도 했다. 2006년 SICAF AWARD 코믹부문 대상을 수상하였다.
2009년에는 한국만화 100주년 위원회 고문직을 맡기도 하였다.

### 별세
2010년 1월 30일, 길창덕은 향년 81세의 나이에 노환으로 별세하였다. 이에 네이버의 웹툰 만화가들은 그를 추모하며 릴레이 추모 웹툰을 그렸다.
슬하에 자녀는 딸만 3명으로 첫째는 혜정, 혜연, 혜경이다.

## 학력
- 평안북도 선천보통학교 졸업
- 평안북도 정주 조일고등보통학교(朝日高等普通學校) 졸업

## 작품
1955년부터 1988년까지 여러 작품을 남겼다. 길창덕은 ‘만화는 문학적인 여건 위에서, 문학과 같은 차원에서 만들어져야 한다.’고 주장하기도 하였다.

### 재동이
1968년부터 1982년까지 14년간 4726회에 걸쳐 《소년한국일보》에 연재되었다.

### 순악질 여사
《여성중앙》에 18년 동안 연재했다. 1980년에는 영화로 제작(원작 길창덕, 각본 지상학)되기도 했다.

### 꺼벙이
만화왕국에 2년, 소년중앙에 4년간 연재되었다. 연재 종료 후에도 꺼벙이와 꺼실이, 4컷 만화(소년조선일보 연재) 등으로 연재가 이어지기도 하였다.
1999년에 부천 만화정보센터에서 명예의 전당 캐릭터로 선정되었다.

### 기타 작품
- 《거북이》 - 8컷만화. 《경향신문》에 연재
- 《고집세》 - 《어깨동무》에 연재
- 《덜렁이》
- 《만복이》
- 《멀건이》
- 《박달도사》 - 1975년 《새소년》에 연재
- 《선달이 여행기》 - 《새소년》에 연재
- 《신판보물섬》 - 1974년 《새소년》에 연재
- 《이웃집 돌네》
- 《쭉쟁이》 - 《소년中央》에 연재
- 《코미디 홍길동》

## 수상
- 1953년 : 화랑무공훈장
- 1955년 : 서울신문에 《머지않은 장래의 남녀상》으로 데뷔
- 1973년 : 중앙일보 편집위원
- 1974년 : 서울시 어린이 애호공로상 수상
- 1979년 : 한국 만화가협회 자문위원
- 1981년 : 색동회상 수상[9]
- 2001년 : 〈꺼벙이〉 만화우표 발행[10], 제1회 SICAF 어워드 만화부문 공로상 시상[11]
- 2002년 : 대한민국출판만화대상 공로상[12]
- 2003년 : 문화체육관광부 문화훈장 보관문화훈장[13]
- 2006년 : SICAF AWARD 코믹부문 대상[14]

## 같이 보기
- 신문수
- 윤승운